# Сиссе, Сулейман
Сулейман Сиссе (фр.  Souleymane Cissé; 21 апреля 1940, Бамако — 19 февраля 2025, Бамако) — малийский кинорежиссёр и сценарист, оператор, продюсер.

## Биография
Из небогатой мусульманской семьи. С детства мечтал о кино. Учился в Дакаре, вернулся на родину в 1960 году. По стипендии поехал учиться во ВГИК, закончил его в 1969 году. Вернулся в Мали в 1970 году, работал как оператор в кинослужбе Министерства информации.
С 1997 года и до своей смерти возглавлял Ассоциацию работников кино и аудиовизуальных коммуникаций стран Западной Африки.
Сиссе умер 19 февраля 2025 года в клинике в Бамако, Мали, в возрасте 84 лет. Незадолго до своей смерти он должен был возглавить жюри в номинации «художественный фильм» на 29-м фестивале Fespaco, который состоится 22 февраля в Уагадугу, Буркина-Фасо.

## Фильмография

### Короткий и средний метраж
- L’aspirant (1968)
- Source d’inspiration (1968)
- Dégal à Dialloubé (1970)
- Fête du Sanké (1971)
- Пять дней одной жизни/ Cinq jours d’une vie (1972)
- Человек и его идолы/ L’homme et ses idoles (1975)
- Традиционные певцы Сейшельских островов/ Chanteurs traditionnels des Iles Seychelles (1978)

### Полнометражные
- Девушка/ Den muso (1975, на языке бамбара)
- Работа/ Baara (1978, премия Фестиваля африканского кино и телевидения в Уагадугу, Золотой монгольфьер Кинофестиваля трех континентов, премия экуменического жюри на МКФ в Локарно)
- Ветер/ Finye (1982, на языке бамбара; премия Фестиваля африканского кино и телевидения в Уагадугу, Золотая Танит на МКФ в Карфагене)
- Свет/ Yeelen (1987, на языке бамбара; номинация на Золотую пальмовую ветвь Каннского МКФ, специальная премия жюри и премия экуменического жюри Каннского МКФ, премия Британского киноинститута, премия МКФ во Фрибуре, номинация на премию Независимый дух за лучший иностранный фильм)
- Время/ Waati (1995, на языке бамбара; номинация на Золотую пальмовую ветвь Каннского МКФ)
- Скажи мне, кто ты такой/ Min Yé (2009, на языке бамбара)

## Признание
Премия Анри Ланглуа (Франция, 2007). Командор Национального ордена Мали (2006). Командор ордена Искусств и литературы (Франция).
Член жюри Каннского МКФ (1983), Венецианского МКФ (1996).